# Чајковци
Чајковци су насељено место у саставу општине Врпоље у Бродско-посавској жупанији, Република Хрватска.

## Историја
До територијалне реорганизације у Хрватској налазили су се у саставу старе општине Славонски Брод.

## Становништво
На попису становништва 2011. године, Чајковци су имали 639 становника.

## Попис1991.
На попису становништва 1991. године, насељено место Чајковци је имало 688 становника, следећег националног састава:
| Попис 1991.‍  | Попис 1991.‍  | Попис 1991.‍ | Попис 1991.‍ | Попис 1991.‍ |
| ------------ | ------------ | ----------- | ----------- | ----------- |
|              |              |             |             |             |
| Хрвати       | Хрвати       |             | 612         | 88,95%      |
| Срби         | Срби         |             | 8           | 1,16%       |
| Словаци      | Словаци      |             | 5           | 0,72%       |
| Мађари       | Мађари       |             | 3           | 0,43%       |
| Југословени  | Југословени  |             | 2           | 0,29%       |
| Немци        | Немци        |             | 2           | 0,29%       |
| Албанци      | Албанци      |             | 1           | 0,14%       |
| Русини       | Русини       |             | 1           | 0,14%       |
| Словенци     | Словенци     |             | 1           | 0,14%       |
| Украјинци    | Украјинци    |             | 1           | 0,14%       |
| неопредељени | неопредељени |             | 2           | 0,29%       |
| непознато    | непознато    |             | 50          | 7,26%       |
| укупно: 688  |              |             |             |             |